# Rona Nishliu
Rona Nishliu (nacida el 25 de agosto de 1986 en Titova Mitrovica) es una cantante y locutora radial de origen kosovar, nacionalizada albanesa. Se hizo internacionalmente conocida luego de representar a Albania en el Festival de Eurovisión 2012 en Bakú, Azerbaiyán. Su canción "Suus" obtuvo el 5° lugar, convirtiéndose en la mejor posición para dicho país en el certamen europeo hasta la fecha.

## Biografía
Rona Nishliu nació en la ciudad yugoslava de Titova Mitrovica (actual Kosovska Mitrovica, Kosovo). 
Nishliu representó a Albania en el Festival de la Canción de Eurovisión 2012 en Bakú, Azerbaiyán después de haber ganado el Festivali I Këngës el 29 de diciembre de 2011 con la canción "Suus". Ella fue la primera cantante nacida en Kosovo que representó a Albania en el concurso. En la final de Eurovisión celebrada el 26 de mayo de 2012 consiguió el quinto lugar, el mejor resultado obtenido por Albania hasta la fecha. Ese mismo año ganó el Premio Barbara Dex a la concursante de Eurovisión "peor vestida" del año.

## Discografía

### Sencillos
- "Flakaresha" (con Vesa Luma y Teuta Kurti)
- "Të Lashë"
- "Shenja"
- "Eja"
- "Veriu"
- "A ka arsye (ft. Bim Bimma)"
- "Shko pastro pas saj"
- "Zonja Vdekje"
- "Suus"
- "Se Vetëm Zemra Flet Saktë"
- "Me Motive Tonat"